# Demigod (álbum)
Demigod es el séptimo álbum de la banda polaca de black/death metal Behemoth lanzado en 2004.

## Lista de canciones
1. "Sculpting the Throne ov Seth" - 4:41
2. "Demigod" – 3:31
3. "Conquer All" – 3:29
4. "The Nephilim Rising" – 4:20
5. "Towards Babylon" – 3:21
6. "Before the Æons Came" – 2:58
7. "Mysterium Coniunctionis (Hermanubis)" – 3:40
8. "XUL" – 3:11
9. "Slaves Shall Serve" – 3:04
10. "The Reign ov Shemsu-Hor" – 8:26

La Canción Xul tiene un solo invitado de Karl Sanders (Nile)

## Créditos
- Adam "Nergal" Darski - Guitarra/Voces/Invocaciones
- Zbigniew Robert "Inferno" Promiński - Batería
- Tomasz "Orion" Wróblewski - Bajo
- Patryk Dominik "Seth" Sztyber - Guitarra temporal/Voces adicionales
- Karl Sanders (invitado) - Solo de guitarra en "XUL"

- Datos: Q648966